# Ząbki
Ząbki is een stad in het Poolse woiwodschap Mazovië, gelegen in de powiat Wołomiński. De oppervlakte bedraagt 11,13 km², het inwonertal 23.277 (2005).